# Spelobia pickeringi
Spelobia pickeringi är en tvåvingeart som beskrevs av Marshall 2003. Spelobia pickeringi ingår i släktet Spelobia och familjen hoppflugor. Inga underarter finns listade i Catalogue of Life.